# آنا سيدويكينا
أنا سيدويكينا (بالروسية: Седойкина, Анна Сергеевна) مواليد 1 أغسطس 1984 في فولغوغراد، هي لاعبة كرة يد روسية تلعب كحارس مرمى. مثلت منتخب روسيا لكرة اليد للسيدات. شاركت في دورة الألعاب الأولمبية الصيفية سنة 2012. حققت المركز الأول في الألعاب الأولمبية الصيفية 2016.

## سجل المنافسة
شاركت في البطولات التالية:
- الألعاب الأولمبية الصيفية 2012
- الألعاب الأولمبية الصيفية 2016
- بطولة العالم لكرة اليد للسيدات 2011
- بطولة العالم لكرة اليد للسيدات 2015
- بطولة أوروبا لكرة اليد للسيدات 2014

## الميداليات
| الميدالية | المسابقة                            |
| --------- | ----------------------------------- |
| ذهبية     | الألعاب الأولمبية الصيفية 2016      |
| ذهبية     | بطولة العالم لكرة اليد للسيدات 2009 |
| برونزية   | بطولة أوروبا لكرة اليد للسيدات 2008 |

## وصلات خارجية
- آنا سيدويكينا على موقع الاتحاد الأوروبي لكرة اليد (الإنجليزية)
- آنا سيدويكينا على موقع أوليمبيديا (الإنجليزية)